# Selenicereus grandiflorus
Selenicereus grandiflorus este o specie de cactus originară din Antilele Olandeze. Speciei îi sunt atribuite mai multe nume comune, precum regina nopții (deși acest nume face referire la altă specie), cactus cu floare mare, cactus cu miros dulce și cactus de vanilie.

## Descriere
Tulpinile plantei sunt groase, cu o lățime de 1-1,5 cm, iar secțiunea transversală este un poligon cu 5-8 laturi. Floarea plantei poate ajunge până la un diametru de 30 cm și produce un miros dulceag, asemănător vaniliei. Acestea se deschid la apusul soarelui și se ofilesc după câteva ore. Fructele plantei sunt comestibile.

## Habitat
Planta crește natural în America Centrală și în America de Sud. Totuși, ca plantă de casă, este foarte greu de întreținut și de aceea este mândria oricărui pasionat de cactuși. De multe ori aceasta a fost încrucișată cu specii din genul Epiphyllum pentru a se obține plante de casă durabile și cu flori mari.

## Utilizare
Planta este folosită în homeopatie și este considerată ca fiind afrodiziac.